# Belair (Luxemburg)

Belair in Luxemburg-Stadt

Belair (luxemburgisch Belairⓘ) ist ein Stadtteil im Westen von Luxemburg-Stadt. Ende 2018 lebten 11.494 Personen im Quartier. Die Fläche des Stadtteils beträgt 172 Hektar.
Bis 1956 war der Name des Quartiers Neumerl (lux.: Neimärel).
Im Quartier Belair, dem beliebtesten Wohnviertel der Stadt Luxemburg, wohnen die vermögendsten und reichsten Einwohner der Stadt Luxemburg. Im Jahr 2021 belief sich der Preis pro Quadratmeter in diesem Quartier auf 19.000,00 Euro.

## Sport und Soziales
Das Josy-Barthel-Stadion, das ehemalige nationale Fußball- und Leichtathletikstadion Luxemburgs, steht in Belair, benannt nach Luxemburgs einzigem Olympiasieger. Dieses Stadion wurde durch das neu erbaute Stade de Luxembourg ersetzt und soll durch ein neues Wohnviertel, das "Wunnquartier Stade", ersetzt werden. Das Hauptfeuerwehrhaus der Stadt, wie Schule für Kinder und das Centre Hospitalier de Luxembourg befinden sich ebenfalls in Belair. Diese Einrichtungen tragen zur Attraktivität des Quartiers bei, insbesondere für diejenigen, die an sportlichen und gesundheitsbezogenen Aktivitäten interessiert sind.
Zusätzlich zu den historischen und gesundheitlichen Attraktionen bietet Belair auch Möglichkeiten für sportliche Aktivitäten mit Einrichtungen wie einem Schwimmbad und einem Tennisclub. Für kulinarische Erlebnisse ist das Schloss Restaurant Scheiss bekannt, das sich ebenfalls in diesem Quartier befindet. Diese Vielfalt an Freizeitangeboten unterstreicht die Attraktivität Belairs als Wohnort.

## Sehenswürdigkeiten
- Katholische Kirche St. Pius X. von 1957